# Brésil aux Jeux olympiques d'été de 1948
Le Brésil participe pour la cinquième fois de son histoire aux Jeux olympiques d'été à l’occasion des Jeux olympiques d'été de 1948 à Londres, en Angleterre. Ce sont les basketteurs de l’’équipe nationale qui conquièrent la seule médaille obtenue par leur pays durant ces Jeux. Une médaille de bronze qui permet au Brésil d’intégrer le tableau des médailles en 34e position.

## Liste des médaillés brésiliens
| Médaille           | Nom | Sport      | Épreuve |
| ------------------ | --- | ---------- | ------- |
| Médaille de bronze | Zenny de Azevedo Luiz Benvenuti João Francisco Bráz Ruy de Freitas Marcus Vinícius Dias Afonso Évora Alexandre Gemignani Alfredo da Motta Alberto Marson Nilton Pacheco de Oliveira Guilherme Rodrigues Massinet Sorcinelli | Basketball |         |

## Sources
- (fr) Bilan complet de 1948 sur le site du Comité international olympique
- (en) Bilan complet du Brésil sur le site olympedia.org